# سعيد خانلو
سعيد خانلو هي قرية في مقاطعة نير، إيران. عدد سكان هذه القرية هو 132 في سنة 2006.